# Rancho Cucamonga
Rancho Cucamonga är en stad i San Bernardino County, Kalifornien, USA. Enligt en folkräkning år 2010 hade staden en befolkning på 165 269. År 2006 utsågs Rancho Cucamonga till den 42:a bästa platsen att bo i av tidskriften Money.
Rancho Cucamonga ligger vid föreningen av de gamla handelsrutterna och vägarna Mojave Trail, Old Spanish Trail, Santa Fe Trail, tidigare U.S. Route 66 samt El Camino Real.

## Stadens namn
"Cucamonga" kommer från en plats tillhörande Tongva-folket som förmodligen betyder "sandig plats". Men en hövding av en av stammarna, Vera Rocha, menar att betydelsen är "plats i byarna där vatten kommer ut". Staden brukar ofta nämnas i uppräkningar av orter med roliga namn.

## Klimat
|                                            | Jan  | Feb  | Mar  | Apr  | Maj | Jun | Jul | Aug | Sep | Okt | Nov  | Dec  |
| ------------------------------------------ | ---- | ---- | ---- | ---- | --- | --- | --- | --- | --- | --- | ---- | ---- |
| Normaldygnets maximitemperaturs medelvärde | 20   | 21   | 22   | 24   | 27  | 31  | 35  | 35  | 33  | 28  | 23   | 21   |
| Normaldygnets minimitemperaturs medelvärde | 7    | 8    | 8    | 9    | 12  | 14  | 17  | 17  | 17  | 13  | 9    | 7    |
|                                            |      |      |      |      |     |     |     |     |     |     |      |      |
| Nederbörd                                  | 88,9 | 86,9 | 88,6 | 16,0 | 4,8 | 0,3 | 0,0 | 2,8 | 6,6 | 6,9 | 32,0 | 41,4 |

| Diagram | temperaturer i °C • månadsnederbörd i mm • Källa: | temperaturer i °C • månadsnederbörd i mm • Källa: | temperaturer i °C • månadsnederbörd i mm • Källa: | temperaturer i °C • månadsnederbörd i mm • Källa: | temperaturer i °C • månadsnederbörd i mm • Källa: | temperaturer i °C • månadsnederbörd i mm • Källa: | temperaturer i °C • månadsnederbörd i mm • Källa: | temperaturer i °C • månadsnederbörd i mm • Källa: | temperaturer i °C • månadsnederbörd i mm • Källa: | temperaturer i °C • månadsnederbörd i mm • Källa: | temperaturer i °C • månadsnederbörd i mm • Källa: | temperaturer i °C • månadsnederbörd i mm • Källa: |
|         | 89 20 7                                           | 87 21 8                                           | 89 22 8                                           | 16 24 9                                           | 5 27 12                                           | 0 31 14                                           | 0 35 17                                           | 3 35 17                                           | 7 33 17                                           | 7 28 13                                           | 32 23 9                                           | 41 21 7                                           |